# Палаццоло-делло-Стелла
Палаццоло-делло-Стелла (італ. Palazzolo dello Stella) — муніципалітет в Італії, у регіоні Фріулі-Венеція-Джулія, провінція Удіне.
Палаццоло-делло-Стелла розташоване на відстані близько 440 км на північ від Рима, 60 км на захід від Трієста, 32 км на південь від Удіне.
Населення — 3001 особа (2014).
Щорічний фестиваль відбувається 26 грудня. Покровитель — святий Степан.

## Демографія
Населення за роками:

Станом на 1 січня 2023 року в муніципалітеті офіційно проживало 266 іноземців з 32 країн, серед них 75 громадян країн Євросоюзу та 31 громадянин України.

## Сусідні муніципалітети
- Латізана
- Марано-Лагунаре
- Муццана-дель-Турньяно
- Поченія
- Преченікко
- Ронкіс
- Ривіньяно-Теор

## Відомі особистості
- Гає Ауленті